# Vatica brunigii
Vatica brunigii är en tvåhjärtbladig växtart som beskrevs av Peter Shaw Ashton. Vatica brunigii ingår i släktet Vatica och familjen Dipterocarpaceae. Inga underarter finns listade i Catalogue of Life.